# Farol de D. Amélia
O farol de D. Amélia também conhecido por farol da ponta Machado ou farol de São Pedro, é um farol cabo-verdiano que se localiza no lado oeste da Ilha de São Vicente, na ponta Machado. Localiza-se na freguesia de Nossa Senhora da Luz, a cerca de 3 km a oeste da aldeia de São Pedro.
O farol é constituído por uma torre quadrangular com 14 m de altura, em alvenaria estucada, elevando-se da fachada sul de um edifício térreo. Tudo pintado de branco com cunhais cor de rosa.

## Outras informações
- Características: Luz 0.2s, oclusão 4.8s, visível 302°—172° (230°).
- Acesso: desde o resort Foya Branca, caminhando cerca de 2 km por trilho aberto na falésia.